# Acossus viktor
Acossus viktor is een vlinder uit de familie van de houtboorders (Cossidae). De wetenschappelijke naam van de soort is voor het eerst gepubliceerd in 2004 door Roman Viktorovitsj Jakovlev.
De soort komt voor in de republiek Toeva in Zuid-Siberië.